# Милан Роћен
Милан Роћен (Жабљак, 23. новембар 1950) је црногорски политичар и дипломата. Роћен је вршио функцију министра спољних послова у Влади Црне Горе и последњи амбасадор Државне заједнице Србије и Црне Горе у Руској Федерацији (од 2004. до 2006. године). Био је и политички савјетник тадашњег предсједника Црне Горе Мила Ђукановића .

## Лични живот
Дипломирао је новинарство на Факултету политичких наука Универзитета у Београду. Ожењен је и има једног сина. Осим матерњег црногорског језика, говори и руски.

## Политичка каријера
Од 1976. до 1979. године, након дипломирања, Милан Роћен је био новинар недељника Економска политика у Београду .
1979. постаје члан особља за информативно-пропагандни одјел предсједништва централног комитета Савеза комуниста Црне Горе. 1982. године постао је политички шеф кабинета председника истог одбора.
Од новембра 2006. до јула 2012. године, Роћен је био министар спољних послова Црне Горе (министар спољних послова и европских интеграција Црне Горе од децембра 2010. године).
Роћен је један од најутицајнијих чланова Демократске партије социјалиста, која је била на власти у Црној Гори од увођења вишепартијског система 1990. године до 2020. године.

### Контроверза
Према истрази коју је 2008. подржао Фонд за истраге Пафин Фонације, Нејшн је известио да је Роћен, тадашњи амбасадор Србије и Црне Горе у Руској Федерацији, одобрио уговор са Дејвис Манафорт Инц, консултантском фирмом коју је основао Рик Давис, и да је фирми је плаћено неколико милиона долара за помоћ у организовању кампање за референдум о независности Црне Горе 2006. године. Документи о финансирању референдума нису забиљежили никакве размјене с Дависом Манафортом, иако су захтјеви за исплатама подржани од стране бројних америчких дипломата и званичника црногорске владе под условом анонимности.
У јуну 2019. године појавио се аудио запис из средине 2005. године на којем се види да амбасадор Роћен изражава забринутост због притиска ЕУ на власти Републике Црне Горе, тражећи од руског олигарха Олега Дерипаске, у име тадашњег премијера Црне Горе Ђукановића, да лобира за црногорски референдум о независности, путем својих веза са канадским милијардером Питером Манком у Сједињеним Државама.